# 長尾秀太郎

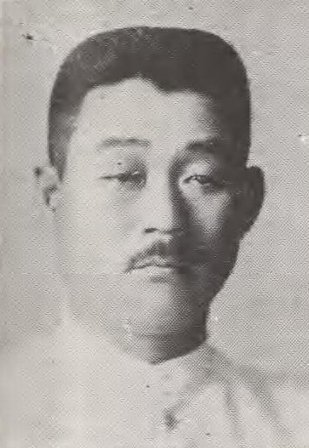
長尾秀太郎

長尾 秀太郎（ながお ひでたろう、1893年（明治26年）10月11日 - 1948年（昭和23年）6月24日）は、日本の衆議院議員（立憲民政党）。弁護士。

## 経歴
香川県鵜足郡宇多津村（現在の綾歌郡宇多津町）出身。香川商業学校を経て、1920年（大正9年）、早稲田大学専門部法律科を卒業した。弁護士を開業し、高松弁護士会副会長、同会長を歴任した。香川県会議員、同参事会員に選出された。
1936年（昭和11年）7月、衆議院補欠選挙で当選を果たした。